# Osserain (Pyrénées-Atlantiques)
Pour les articles homonymes, voir Osserain.
Osserain est une ancienne commune française du département des Pyrénées-Atlantiques. Le 5 août 1842, la commune fusionne avec Rivareyte pour former la nouvelle commune d'Osserain-Rivareyte.

## Géographie
Les terres de la commune font partie de la province basque de Soule et du Lauhire.
Osserain est le dernier établissement souletin sur la rive gauche du Saison, situé à peu de distance de sa confluence avec le gave d'Oloron.

## Toponymie
Son nom basque est Ozaraine et son nom béarnais est Aussaranh.
Jean-Batiste Orpustan considère qu'Osserain est un nom de domaine en -ain basé sur l'anthroponyme otsar (sans pouvoir écarter une formation toponymique *otso-arrain « lieu rocheux du loup »).
Le toponyme Osserain apparaît sous les formes 
Ossran et Osfran (1186), 
Castrum de Osaranho (1256, titres de Came), 
Lo Saranh (XIIIe siècle, fors de Béarn), 
Lo Sarainh et Osran (XIIIe siècle pour les deux formes, collection Duchesne volume CXIV), 
Lo pont deu Ssaranh (1342, chapitre de Bayonne), 
Osserannum (1352, rôles gascons), 
Lo borc d'Ossaranh et la Magdalene d'Ossaranh (1400 pour les deux formes, notaires de Navarrenx),
Osaranh (1542, réformation de Béarn), 
Ossarayn, Ossarainh et Ossaraing (1690).

## Histoire
En 1462, Louis XI rencontre Jean II d'Aragon sur le pont d'Osserain, limite entre Béarn et Soule pour conclure un traité qui sera signé le 9 mai à Bayonne.

## Démographie
| 1793 | 1800 | 1806 | 1821 | 1831 | 1836 |
| ---- | ---- | ---- | ---- | ---- | ---- |
| 242  | 257  | 253  | 295  | 248  | 371  |

## Culture et patrimoine

### Patrimoine religieux
L'église Sainte-Marie-Madeleine date de 1857.
Le prieuré d'Osserain accueillait les pèlerins du chemin de Saint-Jacques de Compostelle sur la route des ports de Cize, du prieuré de Saint-Palais à celui de Saint-Michel.

## Pour approfondir